# Alfons Cervera
Pour les articles homonymes, voir Cervera.
Alfons Cervera, né à Gestalgar (province de Valence, Espagne) en 1947, est un écrivain espagnol de langues espagnole et catalane. Depuis les années 1990, il est l'auteur de plusieurs romans centrés sur la thématique du souvenir de la guerre civile espagnole.

## Œuvres

### Romans
- De vampiros y otros asuntos amorosos (Montesinos, 1984)
- Fragmentos de abril (1985)
- La ciudad oscura (1987)
- Nunca conocí un corazón tan solitario (1987)
- El domador de leones (Montesinos, 1989)
- Nos veremos en París, seguramente (Montesinos, 1993)
- El color del crepúsculo (Montesinos, 1995)
- Els paradisos artificials (1995)
- Maquis (Montesinos, 1997)
- La noche inmóvil (Montesinos, 1999)
- La risa del idiota (Montesinos, 2000)
- L'home mort (2001)
- El hombre muerto (Montesinos, 2002)
- La sombra del cielo (Montesinos, 2003)
- Aquel invierno (Montesinos, 2005)
- La lentitud del espía (Montesinos, 2007)
- Esas vidas (Montesinos, 2009)
- Tantas lágrimas han corrido desde entonces (Montesinos, 2012)
- Las voces fugitivas (reprise en un seul volume du cycle de la mémoire : El color del crepúsculo ; Maquis ; La noche inmóvil ; La sombra del cielo et La sombra del cielo - Piel de Zapa, 2014)
- Todo lejos (Piel de Zapa, 2014)
- Otro mundo (Piel de Zapa, 2016)
- La noche en que los Beatles llegaron a Barcelona (Piel de Zapa, 2018)
- Claudio, mira (Piel de Zapa, 2020)
- Algo personal. ¿Te ha picado alguna vez una abeja muerta? (Piel de Zapa, 2021)
- El boxeador (Piel de Zapa, 2024)
- Libro de familia (reprise en un seul volume du cycle familial : Esas vidas ; Otro mundo et Claudio, mira - Piel de Zapa, 2025)

#### En français
- Maquis (Maquis), La Fosse aux Ours, trad. Georges Tyras (2010)
- Ces vies-là (Esas vidas), La Contre Allée, trad. Georges Tyras (2011)
- La couleur du crépuscule (El color del crepúsculo), La Fosse aux Ours, trad. Georges Tyras (2012)
- Tant de larmes ont coulé depuis (Tantas lágrimas han corrido desde entonces), La Contre Allée, trad. Georges Tyras (2014)
- Un autre monde (Otro mundo), La Contre Allée, trad. Georges Tyras (2018)
- Claudio, regarde (Claudio, mira), La Contre Allée, trad. Georges Tyras (2024)

### Poésies
- Canción para Chose (1985)
- Francia (1986)
- Hyde park blues (1987)
- Sessió contínua (1987)
- Los cuerpos del delito (2003)

### Autres
- Adéu a la francesa, scénario d'une bande-dessinée, en collaboration avec le dessinateur Juan Puchades (1991)
- La mirada de Karenin, recueils d'articles de journaux (1994)
- Diario de la frontera (2000)
- Gürtel & company (una serie valenciana), recueil d'articles relatifs à l’affaire Gürtel publiés dans Levante-EMV[1]

### Sur Alfons Cervera
- Georges Tyras : Memoria y resistencia - El Maquis literario de Alfons Cervera (Montesinos, 2007)
- Marie Gourgues, « Apocalípticament edificant ». Protéiformité de l'apocalypse heuristique chez Alfons Cervera, thèse de doctorat de l'Université d'Artois (Arras), 2024.